# Aldo Scaramucci
Aldo Scaramucci (Montevarchi, 1933. február 24. – Montevarchi, 2014. január 10.) olasz labdarúgó, középpályás.

## Pályafutása
1953–54-ben a Montevarchi, 1954 és 1958 között a Fiorentina, 1958 és 1962 között a Siena labdarúgója volt. A firenzei csapattal egy olasz bajnoki címet nyert (1955–56) és tagja volt az 1956–57-es idényben BEK-döntős együttesnek.

## Sikerei, díjai
Fiorentina
- Olasz bajnokság (Serie A)
  - bajnok: 1955–56
- Bajnokcsapatok Európa-kupája (BEK)
  - döntős: 1956–57